# Stefano Belotti
Stefano Belotti (Alzano Lombardo, 23 de julio de 2004) es un deportista italiano que compite en saltos de trampolín. Ganó una medalla de bronce en el Campeonato Europeo de Natación de 2024, en la prueba de trampolín 1 m.

## Palmarés internacional
| Campeonato Europeo | Campeonato Europeo | Campeonato Europeo | Campeonato Europeo |
| Año                | Lugar              | Medalla            | Prueba             |
| ------------------ | ------------------ | ------------------ | ------------------ |
| 2024               | Belgrado (Serbia)  | Medalla de bronce  | Trampolín 1 m      |